# Coppa Davis 2012 Zona Euro-Africana Gruppo III - Europa
Il Gruppo III Europa della Zona Euro-Africana (Europe/Africa Zone) è il terzo e ultimo livello di competizione della Zona Euro-Africana, una delle tre divisioni zonali della Coppa Davis 2012. Esso è parallelo al Gruppo III Africa. Due squadre vengono promosse al Gruppo II.

## Nazioni partecipanti
- Albania
- Andorra
- Armenia
- Bulgaria
- Georgia
- Grecia
- Islanda
- Lituania
- Macedonia
- Malta
- Montenegro
- Norvegia
- San Marino

## Formula
Le tredici nazioni partecipanti vengono suddivise in quattro gironi da 3 squadre ciascuno (da 4 il girone D), in cui ciascuna squadra affronta le altre incluse nel proprio girone (Pool). Dopodiché le prime classificate di ciascun girone disputano due spareggi fra di loro per decidere quali due squadre vengono promosse al Gruppo II nel 2012. 

Paralleli scontri vengono disputati per stabilire gli altri posizionamento, ma tali incontri servono puramente per le statistiche.
|   | Pool A           | Lituania (bandiera) | Andorra (bandiera) | San Marino (bandiera) |
| 1 | Lituania (2-0)   |                     | 2-0                | 3-0                   |
| 2 | Andorra (1-1)    | 0-2                 |                    | 2-1                   |
| 3 | San Marino (0-2) | 0-3                 | 1-2                |                       |

|   | Pool B         | Bulgaria (bandiera) | Georgia (bandiera) | Albania (bandiera) |
| 1 | Bulgaria (2-0) |                     | 3-0                | 3-0                |
| 2 | Georgia (1-1)  | 0-3                 |                    | 3-0                |
| 3 | Albania (0-2)  | 0-3                 | 0-3                |                    |

|   | Pool C           | Macedonia (bandiera) | Armenia (bandiera) | Montenegro (bandiera) |
| 1 | Macedonia (2-0)  |                      | 3-0                | 2-0                   |
| 2 | Armenia (1-1)    | 0-3                  |                    | 2-1                   |
| 3 | Montenegro (0-2) | 0-2                  | 1-2                |                       |

|   | Pool D         | Grecia (bandiera) | Norvegia (bandiera) | Malta (bandiera) | Islanda (bandiera) |
| 1 | Grecia (3-0)   |                   | 2-1                 | 3-0              | 3-0                |
| 2 | Norvegia (2-1) | 1-2               |                     | 3-0              | 3-0                |
| 3 | Malta (1-2)    | 0-3               | 0-3                 |                  | 2-1                |
| 4 | Islanda (0-2)  | 0-3               | 0-3                 | 1-2              |                    |

## Pool A

### Andorra vs. San Marino
| Andorra 2 | Bulgarian National Tennis Centre "Carlsberg", Sofia, Bulgaria 2 maggio 2012 Terra rossa (outdoor) | Bulgarian National Tennis Centre "Carlsberg", Sofia, Bulgaria 2 maggio 2012 Terra rossa (outdoor) | San Marino 1 |     |   |  |
| \| \| \| \| 1 \| 2 \| 3 \| \| \| - \| \| ---------------------------------------------------------------------------- \| --- \| --- \| - \| \| \| 1 \| \| Gerard Florido Giacomo Zonzini \| 1 6 \| 0 6 \| \| \| \| 2 \| \| Jean-Baptiste Poux-Gautier Marco De Rossi \| 6 2 \| 6 1 \| \| \| \| 3 \| \| Jean-Baptiste Poux-Gautier / Jordi Vila Vila Domenico Vicini / Diego Zonzini \| 6 3 \| 7 5 \| \| \| |                                                                                                   |                                                                                                   |              |     |   |  |
| |                                                                                                   |                                                                                                   | 1            | 2   | 3 |  |
| 1 | Andorra (bandiera) · San Marino (bandiera)                                                        | Gerard Florido Giacomo Zonzini                                                                    | 1 6          | 0 6 |   |  |
| 2 | Andorra (bandiera) · San Marino (bandiera)                                                        | Jean-Baptiste Poux-Gautier Marco De Rossi                                                         | 6 2          | 6 1 |   |  |
| 3 | Andorra (bandiera) · San Marino (bandiera)                                                        | Jean-Baptiste Poux-Gautier / Jordi Vila Vila Domenico Vicini / Diego Zonzini                      | 6 3          | 7 5 |   |  |

### Lituania vs. San Marino
| Lituania 3 | Bulgarian National Tennis Centre "Carlsberg", Sofia, Bulgaria 3 maggio 2012 Terra rossa (outdoor) | Bulgarian National Tennis Centre "Carlsberg", Sofia, Bulgaria 3 maggio 2012 Terra rossa (outdoor) | San Marino 0 |     |   |  |
| \| \| \| \| 1 \| 2 \| 3 \| \| \| - \| \| ------------------------------------------------------------------- \| --- \| --- \| - \| \| \| 1 \| \| Dovydas Sakinis Diego Zonzini \| 6 0 \| 6 2 \| \| \| \| 2 \| \| Laurynas Grigelis Marco De Rossi \| 6 2 \| 6 1 \| \| \| \| 3 \| \| Lukas Mugevicius / Dovydas Sakinis Marco De Rossi / Domenico Vicini \| 6 0 \| 6 2 \| \| \| |                                                                                                   |                                                                                                   |              |     |   |  |
| |                                                                                                   |                                                                                                   | 1            | 2   | 3 |  |
| 1 | Lituania (bandiera) · San Marino (bandiera)                                                       | Dovydas Sakinis Diego Zonzini                                                                     | 6 0          | 6 2 |   |  |
| 2 | Lituania (bandiera) · San Marino (bandiera)                                                       | Laurynas Grigelis Marco De Rossi                                                                  | 6 2          | 6 1 |   |  |
| 3 | Lituania (bandiera) · San Marino (bandiera)                                                       | Lukas Mugevicius / Dovydas Sakinis Marco De Rossi / Domenico Vicini                               | 6 0          | 6 2 |   |  |

### Lituania vs. Andorra
| Lituania 2 | Bulgarian National Tennis Centre "Carlsberg", Sofia, Bulgaria 4 maggio 2012 Terra rossa (outdoor) | Bulgarian National Tennis Centre "Carlsberg", Sofia, Bulgaria 4 maggio 2012 Terra rossa (outdoor) | Andorra 0 |     |   |             |
| \| \| \| \| 1 \| 2 \| 3 \| \| \| - \| \| -------------------------------------------------------------------------------------- \| --- \| --- \| - \| ----------- \| \| 1 \| \| Lukas Mugevicius Héctor Hormigo-Herrera \| 6 3 \| 6 3 \| \| \| \| 2 \| \| Laurynas Grigelis Jean-Baptiste Poux-Gautier \| 6 2 \| 6 4 \| \| \| \| 3 \| \| Lukas Mugevicius / Dovydas Sakinis Héctor Hormigo-Herrera / Jean-Baptiste Poux-Gautier \| \| \| \| non giocato \| |                                                                                                   |                                                                                                   |           |     |   |             |
| |                                                                                                   |                                                                                                   | 1         | 2   | 3 |             |
| 1 | Lituania (bandiera) · Andorra (bandiera)                                                          | Lukas Mugevicius Héctor Hormigo-Herrera                                                           | 6 3       | 6 3 |   |             |
| 2 | Lituania (bandiera) · Andorra (bandiera)                                                          | Laurynas Grigelis Jean-Baptiste Poux-Gautier                                                      | 6 2       | 6 4 |   |             |
| 3 | Lituania (bandiera) · Andorra (bandiera)                                                          | Lukas Mugevicius / Dovydas Sakinis Héctor Hormigo-Herrera / Jean-Baptiste Poux-Gautier            |           |     |   | non giocato |

## Pool B

### Bulgaria vs. Albania
| Bulgaria 3 | Bulgarian National Tennis Centre "Carlsberg", Sofia, Bulgaria 2 maggio 2012 Terra rossa (outdoor) | Bulgarian National Tennis Centre "Carlsberg", Sofia, Bulgaria 2 maggio 2012 Terra rossa (outdoor) | Albania 0 |     |   |  |
| \| \| \| \| 1 \| 2 \| 3 \| \| \| - \| \| -------------------------------------------------------- \| --- \| --- \| - \| \| \| 1 \| \| Dimitar Kuzmanov Rei Pelushi \| 6 1 \| 6 0 \| \| \| \| 2 \| \| Grigor Dimitrov Flavio Dece \| 6 1 \| 6 1 \| \| \| \| 3 \| \| Todor Enev / Petar Trendafilov Flavio Dece / Rei Pelushi \| 6 0 \| 6 2 \| \| \| |                                                                                                   |                                                                                                   |           |     |   |  |
| |                                                                                                   |                                                                                                   | 1         | 2   | 3 |  |
| 1 | Bulgaria (bandiera) · Albania (bandiera)                                                          | Dimitar Kuzmanov Rei Pelushi                                                                      | 6 1       | 6 0 |   |  |
| 2 | Bulgaria (bandiera) · Albania (bandiera)                                                          | Grigor Dimitrov Flavio Dece                                                                       | 6 1       | 6 1 |   |  |
| 3 | Bulgaria (bandiera) · Albania (bandiera)                                                          | Todor Enev / Petar Trendafilov Flavio Dece / Rei Pelushi                                          | 6 0       | 6 2 |   |  |

### Georgia vs. Albania
| Georgia 3 | Bulgarian National Tennis Centre "Carlsberg", Sofia, Bulgaria 3 maggio 2012 Terra rossa (outdoor) | Bulgarian National Tennis Centre "Carlsberg", Sofia, Bulgaria 3 maggio 2012 Terra rossa (outdoor) | Albania 0 |     |   |  |
| \| \| \| \| 1 \| 2 \| 3 \| \| \| - \| \| -------------------------------------------------------------------- \| --- \| --- \| - \| \| \| 1 \| \| Aleksandre Metreveli Arber Sulstarova \| 6 1 \| 6 1 \| \| \| \| 2 \| \| George Tsivadze Flavio Dece \| 6 3 \| 6 0 \| \| \| \| 3 \| \| Aleksandre Metreveli / George Tsivadze Rei Pelushi / Genajd Shypheja \| 6 0 \| 6 1 \| \| \| |                                                                                                   |                                                                                                   |           |     |   |  |
| |                                                                                                   |                                                                                                   | 1         | 2   | 3 |  |
| 1 | Georgia (bandiera) · Albania (bandiera)                                                           | Aleksandre Metreveli Arber Sulstarova                                                             | 6 1       | 6 1 |   |  |
| 2 | Georgia (bandiera) · Albania (bandiera)                                                           | George Tsivadze Flavio Dece                                                                       | 6 3       | 6 0 |   |  |
| 3 | Georgia (bandiera) · Albania (bandiera)                                                           | Aleksandre Metreveli / George Tsivadze Rei Pelushi / Genajd Shypheja                              | 6 0       | 6 1 |   |  |

### Bulgaria vs. Georgia
| Bulgaria 3 | Bulgarian National Tennis Centre "Carlsberg", Sofia, Bulgaria 4 maggio 2012 Terra rossa (outdoor) | Bulgarian National Tennis Centre "Carlsberg", Sofia, Bulgaria 4 maggio 2012 Terra rossa (outdoor) | Georgia 0 |      |   |  |
| \| \| \| \| 1 \| 2 \| 3 \| \| \| - \| \| --------------------------------------------------------------------- \| --- \| ---- \| - \| \| \| 1 \| \| Dimitar Kuzmanov Aleksandre Metreveli \| 6 3 \| 6 2 \| \| \| \| 2 \| \| Grigor Dimitrov George Tsivadze \| 6 4 \| 6 1 \| \| \| \| 3 \| \| Todor Enev / Petar Trendafilov Aleksandre Metreveli / George Tsivadze \| 6 1 \| 7 64 \| \| \| |                                                                                                   |                                                                                                   |           |      |   |  |
| |                                                                                                   |                                                                                                   | 1         | 2    | 3 |  |
| 1 | Bulgaria (bandiera) · Georgia (bandiera)                                                          | Dimitar Kuzmanov Aleksandre Metreveli                                                             | 6 3       | 6 2  |   |  |
| 2 | Bulgaria (bandiera) · Georgia (bandiera)                                                          | Grigor Dimitrov George Tsivadze                                                                   | 6 4       | 6 1  |   |  |
| 3 | Bulgaria (bandiera) · Georgia (bandiera)                                                          | Todor Enev / Petar Trendafilov Aleksandre Metreveli / George Tsivadze                             | 6 1       | 7 64 |   |  |

## Pool C

### Armenia vs. Macedonia
| Armenia 0 | Bulgarian National Tennis Centre "Carlsberg", Sofia, Bulgaria 2 maggio 2012 Terra rossa (outdoor) | Bulgarian National Tennis Centre "Carlsberg", Sofia, Bulgaria 2 maggio 2012 Terra rossa (outdoor) | Macedonia 3 |     |     |  |
| \| \| \| \| 1 \| 2 \| 3 \| \| \| - \| \| ------------------------------------------------------------------------- \| --- \| --- \| --- \| \| \| 1 \| \| Daniil Proskura Shendrit Deari \| 2 6 \| 0 6 \| \| \| \| 2 \| \| Ashot Gevorgyan Tomislav Jotovski \| 6 3 \| 2 6 \| 0 6 \| \| \| 3 \| \| Khachatur Khachatryan / Daniil Proskura Predrag Rusevski / Danil Zelenkov \| 4 6 \| 6 3 \| 2 6 \| \| |                                                                                                   |                                                                                                   |             |     |     |  |
| |                                                                                                   |                                                                                                   | 1           | 2   | 3   |  |
| 1 | Armenia (bandiera) · Macedonia (bandiera)                                                         | Daniil Proskura Shendrit Deari                                                                    | 2 6         | 0 6 |     |  |
| 2 | Armenia (bandiera) · Macedonia (bandiera)                                                         | Ashot Gevorgyan Tomislav Jotovski                                                                 | 6 3         | 2 6 | 0 6 |  |
| 3 | Armenia (bandiera) · Macedonia (bandiera)                                                         | Khachatur Khachatryan / Daniil Proskura Predrag Rusevski / Danil Zelenkov                         | 4 6         | 6 3 | 2 6 |  |

### Montenegro vs. Armenia
| Montenegro 1 | Bulgarian National Tennis Centre "Carlsberg", Sofia, Bulgaria 3 maggio 2012 Terra rossa (outdoor) | Bulgarian National Tennis Centre "Carlsberg", Sofia, Bulgaria 3 maggio 2012 Terra rossa (outdoor) | Armenia 2 |      |     |  |
| \| \| \| \| 1 \| 2 \| 3 \| \| \| - \| \| ------------------------------------------------------------------------ \| --- \| ---- \| --- \| \| \| 1 \| \| Igor Saveljic Daniil Proskura \| 3 6 \| 6 4 \| 2 6 \| \| \| 2 \| \| Ljubomir Celebic Khachatur Khachatryan \| 6 0 \| 6 3 \| \| \| \| 3 \| \| Ljubomir Celebic / Igor Saveljic Khachatur Khachatryan / Daniil Proskura \| 1 6 \| 68 7 \| \| \| |                                                                                                   |                                                                                                   |           |      |     |  |
| |                                                                                                   |                                                                                                   | 1         | 2    | 3   |  |
| 1 | Montenegro (bandiera) · Armenia (bandiera)                                                        | Igor Saveljic Daniil Proskura                                                                     | 3 6       | 6 4  | 2 6 |  |
| 2 | Montenegro (bandiera) · Armenia (bandiera)                                                        | Ljubomir Celebic Khachatur Khachatryan                                                            | 6 0       | 6 3  |     |  |
| 3 | Montenegro (bandiera) · Armenia (bandiera)                                                        | Ljubomir Celebic / Igor Saveljic Khachatur Khachatryan / Daniil Proskura                          | 1 6       | 68 7 |     |  |

### Montenegro vs. Macedonia
| Montenegro 0 | Bulgarian National Tennis Centre "Carlsberg", Sofia, Bulgaria 4 maggio 2012 Terra rossa (outdoor) | Bulgarian National Tennis Centre "Carlsberg", Sofia, Bulgaria 4 maggio 2012 Terra rossa (outdoor) | Macedonia 2 |     |   |             |
| \| \| \| \| 1 \| 2 \| 3 \| \| \| - \| \| ---------------------------------------------------------------- \| --- \| --- \| - \| ----------- \| \| 1 \| \| Igor Saveljic Shendrit Deari \| 0 6 \| 1 6 \| \| \| \| 2 \| \| Ljubomir Celebic Tomislav Jotovski \| 2 6 \| 3 6 \| \| \| \| 3 \| \| Ljubomir Celebic / Pavle Rogan Predrag Rusevski / Danil Zelenkov \| \| \| \| non giocato \| |                                                                                                   |                                                                                                   |             |     |   |             |
| |                                                                                                   |                                                                                                   | 1           | 2   | 3 |             |
| 1 | Montenegro (bandiera) · Macedonia (bandiera)                                                      | Igor Saveljic Shendrit Deari                                                                      | 0 6         | 1 6 |   |             |
| 2 | Montenegro (bandiera) · Macedonia (bandiera)                                                      | Ljubomir Celebic Tomislav Jotovski                                                                | 2 6         | 3 6 |   |             |
| 3 | Montenegro (bandiera) · Macedonia (bandiera)                                                      | Ljubomir Celebic / Pavle Rogan Predrag Rusevski / Danil Zelenkov                                  |             |     |   | non giocato |

## Pool D

### Grecia vs. Malta
| Grecia 3 | Bulgarian National Tennis Centre "Carlsberg", Sofia, Bulgaria 2 maggio 2012 Terra rossa (outdoor) | Bulgarian National Tennis Centre "Carlsberg", Sofia, Bulgaria 2 maggio 2012 Terra rossa (outdoor) | Malta 0 |      |   |  |
| \| \| \| \| 1 \| 2 \| 3 \| \| \| - \| \| ------------------------------------------------------------------ \| --- \| ---- \| - \| \| \| 1 \| \| Theodoros Angelinos Matthew Asciak \| 6 4 \| 7 63 \| \| \| \| 2 \| \| Paris Gemouchidis Bradley Callus \| 6 2 \| 6 0 \| \| \| \| 3 \| \| George Giotopoulos / Markos Kalovelonis Matthew Asciak / Mark Gatt \| 6 3 \| 6 4 \| \| \| |                                                                                                   |                                                                                                   |         |      |   |  |
| |                                                                                                   |                                                                                                   | 1       | 2    | 3 |  |
| 1 | Grecia (bandiera) · Malta (bandiera)                                                              | Theodoros Angelinos Matthew Asciak                                                                | 6 4     | 7 63 |   |  |
| 2 | Grecia (bandiera) · Malta (bandiera)                                                              | Paris Gemouchidis Bradley Callus                                                                  | 6 2     | 6 0  |   |  |
| 3 | Grecia (bandiera) · Malta (bandiera)                                                              | George Giotopoulos / Markos Kalovelonis Matthew Asciak / Mark Gatt                                | 6 3     | 6 4  |   |  |

### Norvegia vs. Islanda
| Norvegia 3 | Bulgarian National Tennis Centre "Carlsberg", Sofia, Bulgaria 2 maggio 2012 Terra rossa (outdoor) | Bulgarian National Tennis Centre "Carlsberg", Sofia, Bulgaria 2 maggio 2012 Terra rossa (outdoor) | Islanda 0 |     |   |  |
| \| \| \| \| 1 \| 2 \| 3 \| \| \| - \| \| ---------------------------------------------------------------- \| --- \| --- \| - \| \| \| 1 \| \| Stian Boretti Andri Jonsson \| 6 0 \| 6 1 \| \| \| \| 2 \| \| Erling Tveit Birkir Gunnarsson \| 6 0 \| 6 0 \| \| \| \| 3 \| \| Joachim Bjerke / Carl Sundberg Birkir Gunnarsson / Andri Jonsson \| 6 2 \| 6 3 \| \| \| |                                                                                                   |                                                                                                   |           |     |   |  |
| |                                                                                                   |                                                                                                   | 1         | 2   | 3 |  |
| 1 | Norvegia (bandiera) · Islanda (bandiera)                                                          | Stian Boretti Andri Jonsson                                                                       | 6 0       | 6 1 |   |  |
| 2 | Norvegia (bandiera) · Islanda (bandiera)                                                          | Erling Tveit Birkir Gunnarsson                                                                    | 6 0       | 6 0 |   |  |
| 3 | Norvegia (bandiera) · Islanda (bandiera)                                                          | Joachim Bjerke / Carl Sundberg Birkir Gunnarsson / Andri Jonsson                                  | 6 2       | 6 3 |   |  |

### Grecia vs. Islanda
| Grecia 3 | Bulgarian National Tennis Centre "Carlsberg", Sofia, Bulgaria 3 maggio 2012 Terra rossa (outdoor) | Bulgarian National Tennis Centre "Carlsberg", Sofia, Bulgaria 3 maggio 2012 Terra rossa (outdoor) | Islanda 0 |     |   |  |
| \| \| \| \| 1 \| 2 \| 3 \| \| \| - \| \| ------------------------------------------------------------------------- \| --- \| --- \| - \| \| \| 1 \| \| Theodoros Angelinos Andri Jonsson \| 6 0 \| 6 1 \| \| \| \| 2 \| \| Paris Gemouchidis Birkir Gunnarsson \| 6 0 \| 6 1 \| \| \| \| 3 \| \| George Giotopoulos / Markos Kalovelonis Birkir Gunnarsson / Andri Jonsson \| 6 2 \| 6 3 \| \| \| |                                                                                                   |                                                                                                   |           |     |   |  |
| |                                                                                                   |                                                                                                   | 1         | 2   | 3 |  |
| 1 | Grecia (bandiera) · Islanda (bandiera)                                                            | Theodoros Angelinos Andri Jonsson                                                                 | 6 0       | 6 1 |   |  |
| 2 | Grecia (bandiera) · Islanda (bandiera)                                                            | Paris Gemouchidis Birkir Gunnarsson                                                               | 6 0       | 6 1 |   |  |
| 3 | Grecia (bandiera) · Islanda (bandiera)                                                            | George Giotopoulos / Markos Kalovelonis Birkir Gunnarsson / Andri Jonsson                         | 6 2       | 6 3 |   |  |

### Norvegia vs. Malta
| Norvegia 3 | Bulgarian National Tennis Centre "Carlsberg", Sofia, Bulgaria 3 maggio 2012 Terra rossa (outdoor) | Bulgarian National Tennis Centre "Carlsberg", Sofia, Bulgaria 3 maggio 2012 Terra rossa (outdoor) | Malta 0 |     |   |  |
| \| \| \| \| 1 \| 2 \| 3 \| \| \| - \| \| --------------------------------------------------------- \| --- \| --- \| - \| \| \| 1 \| \| Stian Boretti Matthew Asciak \| 6 3 \| 6 1 \| \| \| \| 2 \| \| Erling Tveit Bradley Callus \| 6 1 \| 6 1 \| \| \| \| 3 \| \| Joachim Bjerke / Carl Sundberg Matthew Asciak / Mark Gatt \| 6 0 \| 6 1 \| \| \| |                                                                                                   |                                                                                                   |         |     |   |  |
| |                                                                                                   |                                                                                                   | 1       | 2   | 3 |  |
| 1 | Norvegia (bandiera) · Malta (bandiera)                                                            | Stian Boretti Matthew Asciak                                                                      | 6 3     | 6 1 |   |  |
| 2 | Norvegia (bandiera) · Malta (bandiera)                                                            | Erling Tveit Bradley Callus                                                                       | 6 1     | 6 1 |   |  |
| 3 | Norvegia (bandiera) · Malta (bandiera)                                                            | Joachim Bjerke / Carl Sundberg Matthew Asciak / Mark Gatt                                         | 6 0     | 6 1 |   |  |

### Grecia vs. Norvegia
| Grecia 2 | Bulgarian National Tennis Centre "Carlsberg", Sofia, Bulgaria 4 maggio 2012 Terra rossa (outdoor) | Bulgarian National Tennis Centre "Carlsberg", Sofia, Bulgaria 4 maggio 2012 Terra rossa (outdoor) | Norvegia 1 |     |     |  |
| \| \| \| \| 1 \| 2 \| 3 \| \| \| - \| \| -------------------------------------------------------------------- \| ---- \| --- \| --- \| \| \| 1 \| \| Theodoros Angelinos Stian Boretti \| 6 2 \| 7 5 \| \| \| \| 2 \| \| Paris Gemouchidis Erling Tveit \| 64 7 \| 1 6 \| \| \| \| 3 \| \| Theodoros Angelinos / Paris Gemouchidis Stian Boretti / Erling Tveit \| 3 6 \| 6 3 \| 6 4 \| \| |                                                                                                   |                                                                                                   |            |     |     |  |
| |                                                                                                   |                                                                                                   | 1          | 2   | 3   |  |
| 1 | Grecia (bandiera) · Norvegia (bandiera)                                                           | Theodoros Angelinos Stian Boretti                                                                 | 6 2        | 7 5 |     |  |
| 2 | Grecia (bandiera) · Norvegia (bandiera)                                                           | Paris Gemouchidis Erling Tveit                                                                    | 64 7       | 1 6 |     |  |
| 3 | Grecia (bandiera) · Norvegia (bandiera)                                                           | Theodoros Angelinos / Paris Gemouchidis Stian Boretti / Erling Tveit                              | 3 6        | 6 3 | 6 4 |  |

### Malta vs. Islanda
| Malta 2 | Bulgarian National Tennis Centre "Carlsberg", Sofia, Bulgaria 4 maggio 2012 Terra rossa (outdoor) | Bulgarian National Tennis Centre "Carlsberg", Sofia, Bulgaria 4 maggio 2012 Terra rossa (outdoor) | Islanda 1 |     |     |  |
| \| \| \| \| 1 \| 2 \| 3 \| \| \| - \| \| ------------------------------------------------------------ \| --- \| --- \| --- \| \| \| 1 \| \| Denzil Agius Andri Jonsson \| 4 6 \| 6 4 \| 4 6 \| \| \| 2 \| \| Matthew Asciak Birkir Gunnarsson \| 6 0 \| 6 0 \| \| \| \| 3 \| \| Matthew Asciak / Mark Gatt Magnus Gunnarsson / Andri Jonsson \| 6 1 \| 6 3 \| \| \| |                                                                                                   |                                                                                                   |           |     |     |  |
| |                                                                                                   |                                                                                                   | 1         | 2   | 3   |  |
| 1 | Malta (bandiera) · Islanda (bandiera)                                                             | Denzil Agius Andri Jonsson                                                                        | 4 6       | 6 4 | 4 6 |  |
| 2 | Malta (bandiera) · Islanda (bandiera)                                                             | Matthew Asciak Birkir Gunnarsson                                                                  | 6 0       | 6 0 |     |  |
| 3 | Malta (bandiera) · Islanda (bandiera)                                                             | Matthew Asciak / Mark Gatt Magnus Gunnarsson / Andri Jonsson                                      | 6 1       | 6 3 |     |  |

## Spareggi 1º-4º posto
| Bulgaria 3 | Bulgarian National Tennis Centre "Carlsberg", Sofia, Bulgaria 5 maggio 2012 Terra rossa (outdoor) | Bulgarian National Tennis Centre "Carlsberg", Sofia, Bulgaria 5 maggio 2012 Terra rossa (outdoor) | Macedonia 0 |     |     |  |
| \| \| \| \| 1 \| 2 \| 3 \| \| \| - \| \| ----------------------------------------------------------------- \| --- \| --- \| --- \| \| \| 1 \| \| Dimitar Kuzmanov Shendrit Deari \| 1 6 \| 6 2 \| 7 5 \| \| \| 2 \| \| Grigor Dimitrov Tomislav Jotovski \| 6 0 \| 6 0 \| \| \| \| 3 \| \| Todor Enev / Petar Trendafilov Tomislav Jotovski / Danil Zelenkov \| 6 3 \| 6 3 \| \| \| |                                                                                                   |                                                                                                   |             |     |     |  |
| |                                                                                                   |                                                                                                   | 1           | 2   | 3   |  |
| 1 | Bulgaria (bandiera) · Macedonia (bandiera)                                                        | Dimitar Kuzmanov Shendrit Deari                                                                   | 1 6         | 6 2 | 7 5 |  |
| 2 | Bulgaria (bandiera) · Macedonia (bandiera)                                                        | Grigor Dimitrov Tomislav Jotovski                                                                 | 6 0         | 6 0 |     |  |
| 3 | Bulgaria (bandiera) · Macedonia (bandiera)                                                        | Todor Enev / Petar Trendafilov Tomislav Jotovski / Danil Zelenkov                                 | 6 3         | 6 3 |     |  |

| Lituania 2 | Bulgarian National Tennis Centre "Carlsberg", Sofia, Bulgaria 5 maggio 2012 Terra rossa (outdoor) | Bulgarian National Tennis Centre "Carlsberg", Sofia, Bulgaria 5 maggio 2012 Terra rossa (outdoor) | Grecia 1 |      |     |  |
| \| \| \| \| 1 \| 2 \| 3 \| \| \| - \| \| ---------------------------------------------------------------------------- \| ---- \| ---- \| --- \| \| \| 1 \| \| Laurynas Grigelis Theodoros Angelinos \| 5 7 \| 7 68 \| 4 6 \| \| \| 2 \| \| Ričardas Berankis Paris Gemouchidis \| 7 64 \| 6 3 \| \| \| \| 3 \| \| Ričardas Berankis / Laurynas Grigelis Paris Gemouchidis / Markos Kalovelonis \| 6 2 \| 7 5 \| \| \| |                                                                                                   |                                                                                                   |          |      |     |  |
| |                                                                                                   |                                                                                                   | 1        | 2    | 3   |  |
| 1 | Lituania (bandiera) · Grecia (bandiera)                                                           | Laurynas Grigelis Theodoros Angelinos                                                             | 5 7      | 7 68 | 4 6 |  |
| 2 | Lituania (bandiera) · Grecia (bandiera)                                                           | Ričardas Berankis Paris Gemouchidis                                                               | 7 64     | 6 3  |     |  |
| 3 | Lituania (bandiera) · Grecia (bandiera)                                                           | Ričardas Berankis / Laurynas Grigelis Paris Gemouchidis / Markos Kalovelonis                      | 6 2      | 7 5  |     |  |

## Finali 5º-8º posto
| Andorra 1 | Bulgarian National Tennis Centre "Carlsberg", Sofia, Bulgaria 5 maggio 2012 Terra rossa (outdoor) | Bulgarian National Tennis Centre "Carlsberg", Sofia, Bulgaria 5 maggio 2012 Terra rossa (outdoor) | Norvegia 2 |      |     |  |
| \| \| \| \| 1 \| 2 \| 3 \| \| \| - \| \| -------------------------------------------------------------------- \| ---- \| ---- \| --- \| \| \| 1 \| \| Héctor Hormigo-Herrera Stian Boretti \| 0 6 \| 3 6 \| \| \| \| 2 \| \| Jean-Baptiste Poux-Gautier Erling Tveit \| 7 62 \| 64 7 \| 6 4 \| \| \| 3 \| \| Gerard Florido / Héctor Hormigo-Herrera Stian Boretti / Erling Tveit \| 2 6 \| 1 6 \| \| \| |                                                                                                   |                                                                                                   |            |      |     |  |
| |                                                                                                   |                                                                                                   | 1          | 2    | 3   |  |
| 1 | Andorra (bandiera) · Norvegia (bandiera)                                                          | Héctor Hormigo-Herrera Stian Boretti                                                              | 0 6        | 3 6  |     |  |
| 2 | Andorra (bandiera) · Norvegia (bandiera)                                                          | Jean-Baptiste Poux-Gautier Erling Tveit                                                           | 7 62       | 64 7 | 6 4 |  |
| 3 | Andorra (bandiera) · Norvegia (bandiera)                                                          | Gerard Florido / Héctor Hormigo-Herrera Stian Boretti / Erling Tveit                              | 2 6        | 1 6  |     |  |

| Georgia 3 | Bulgarian National Tennis Centre "Carlsberg", Sofia, Bulgaria 5 maggio 2012 Terra rossa (outdoor) | Bulgarian National Tennis Centre "Carlsberg", Sofia, Bulgaria 5 maggio 2012 Terra rossa (outdoor) | Armenia 0 |     |     |  |
| \| \| \| \| 1 \| 2 \| 3 \| \| \| - \| \| ------------------------------------------------------------------------------------ \| --- \| --- \| --- \| \| \| 1 \| \| Aleksandre Metreveli Mikayel Avetisyan \| 6 2 \| 6 1 \| \| \| \| 2 \| \| George Tsivadze Daniil Proskura \| 5 7 \| 6 2 \| 6 4 \| \| \| 3 \| \| Mikheil Khmiadashvili / Aleksandre Metreveli Ashot Gevorgyan / Khachatur Khachatryan \| 5 7 \| 6 3 \| 6 4 \| \| |                                                                                                   |                                                                                                   |           |     |     |  |
| |                                                                                                   |                                                                                                   | 1         | 2   | 3   |  |
| 1 | Georgia (bandiera) · Armenia (bandiera)                                                           | Aleksandre Metreveli Mikayel Avetisyan                                                            | 6 2       | 6 1 |     |  |
| 2 | Georgia (bandiera) · Armenia (bandiera)                                                           | George Tsivadze Daniil Proskura                                                                   | 5 7       | 6 2 | 6 4 |  |
| 3 | Georgia (bandiera) · Armenia (bandiera)                                                           | Mikheil Khmiadashvili / Aleksandre Metreveli Ashot Gevorgyan / Khachatur Khachatryan              | 5 7       | 6 3 | 6 4 |  |

## Finali 9º-12º posto
| Albania 0 | Bulgarian National Tennis Centre "Carlsberg", Sofia, Bulgaria 5 maggio 2012 Terra rossa (outdoor) | Bulgarian National Tennis Centre "Carlsberg", Sofia, Bulgaria 5 maggio 2012 Terra rossa (outdoor) | Montenegro 3 |     |   |  |
| \| \| \| \| 1 \| 2 \| 3 \| \| \| - \| \| ----------------------------------------------------- \| ---- \| --- \| - \| \| \| 1 \| \| Genajd Shypheja Pavle Rogan \| 2 6 \| 0 6 \| \| \| \| 2 \| \| Flavio Dece Ljubomir Celebic \| 1 6 \| 1 6 \| \| \| \| 3 \| \| Flavio Dece / Rei Pelushi Pavle Rogan / Ivan Saveljic \| 63 7 \| 2 6 \| \| \| |                                                                                                   |                                                                                                   |              |     |   |  |
| |                                                                                                   |                                                                                                   | 1            | 2   | 3 |  |
| 1 | Albania (bandiera) · Montenegro (bandiera)                                                        | Genajd Shypheja Pavle Rogan                                                                       | 2 6          | 0 6 |   |  |
| 2 | Albania (bandiera) · Montenegro (bandiera)                                                        | Flavio Dece Ljubomir Celebic                                                                      | 1 6          | 1 6 |   |  |
| 3 | Albania (bandiera) · Montenegro (bandiera)                                                        | Flavio Dece / Rei Pelushi Pavle Rogan / Ivan Saveljic                                             | 63 7         | 2 6 |   |  |

| San Marino 1 | Bulgarian National Tennis Centre "Carlsberg", Sofia, Bulgaria 5 maggio 2012 Terra rossa (outdoor) | Bulgarian National Tennis Centre "Carlsberg", Sofia, Bulgaria 5 maggio 2012 Terra rossa (outdoor) | Malta 2 |     |     |  |
| \| \| \| \| 1 \| 2 \| 3 \| \| \| - \| \| --------------------------------------------------------- \| --- \| --- \| --- \| \| \| 1 \| \| Marco De Rossi Matthew Asciak \| 2 6 \| 2 6 \| \| \| \| 2 \| \| Giacomo Zonzini Bradley Callus \| 6 1 \| 1 6 \| 2 6 \| \| \| 3 \| \| Marco De Rossi / Domenico Vicini Denzil Agius / Mark Gatt \| 6 2 \| 6 4 \| \| \| |                                                                                                   |                                                                                                   |         |     |     |  |
| |                                                                                                   |                                                                                                   | 1       | 2   | 3   |  |
| 1 | San Marino (bandiera) · Malta (bandiera)                                                          | Marco De Rossi Matthew Asciak                                                                     | 2 6     | 2 6 |     |  |
| 2 | San Marino (bandiera) · Malta (bandiera)                                                          | Giacomo Zonzini Bradley Callus                                                                    | 6 1     | 1 6 | 2 6 |  |
| 3 | San Marino (bandiera) · Malta (bandiera)                                                          | Marco De Rossi / Domenico Vicini Denzil Agius / Mark Gatt                                         | 6 2     | 6 4 |     |  |

## Verdetti
- Promosse al Gruppo II nel 2013:  Bulgaria -  Lituania